# خرگوش کره‌ای
خرگوش کره‌ای (نام علمی: Lepus coreanus) نام یک گونه از سرده خرگوش‌ها است.